# Sernancelhe
Sernancelhe ist eine  Kleinstadt (Vila) und ein Kreis (Concelho) in Portugal mit 5692 Einwohnern auf einer Fläche von 228,6 km².(Stand 19. April 2021)

## Geschichte
Spuren belegen eine vorgeschichtliche Besiedlung seit etwa 3000 v. Chr. Auch Römer lebten hier. Der heutige Ort wurde im Verlauf der Besiedlungspolitik im Zusammenhang mit der Reconquista neu gegründet. Die erste Erwähnung des heutigen Ortes stammt aus dem Jahr 960 n. Chr. Ende des 10. Jahrhunderts eroberte Almansor die Burg von Sernancelhe, bis 1055 Ferdinand I. die Mauren aus der Region vertrieb.
Erste Stadtrechte erhielt der Ort 1124, die König Alfons II. im Jahr 1220 bestätigte. König Manuel I. erneuerte die Stadtrechte 1514.

## Verwaltung

### Kreis
Sernancelhe ist Verwaltungssitz eines gleichnamigen Kreises (Concelho). Die Nachbarkreise sind (im Uhrzeigersinn im Norden beginnend): Tabuaço, São João da Pesqueira, Penedono, Trancoso, Aguiar da Beira, Sátão und Moimenta da Beira.
Mit der Gebietsreform im September 2013 wurden mehrere Gemeinden zu neuen Gemeinden zusammengefasst, sodass sich die Zahl der Gemeinden von zuvor 17 auf 13 verringerte.
Die folgenden Gemeinden (Freguesias) liegen im Kreis Sernancelhe:

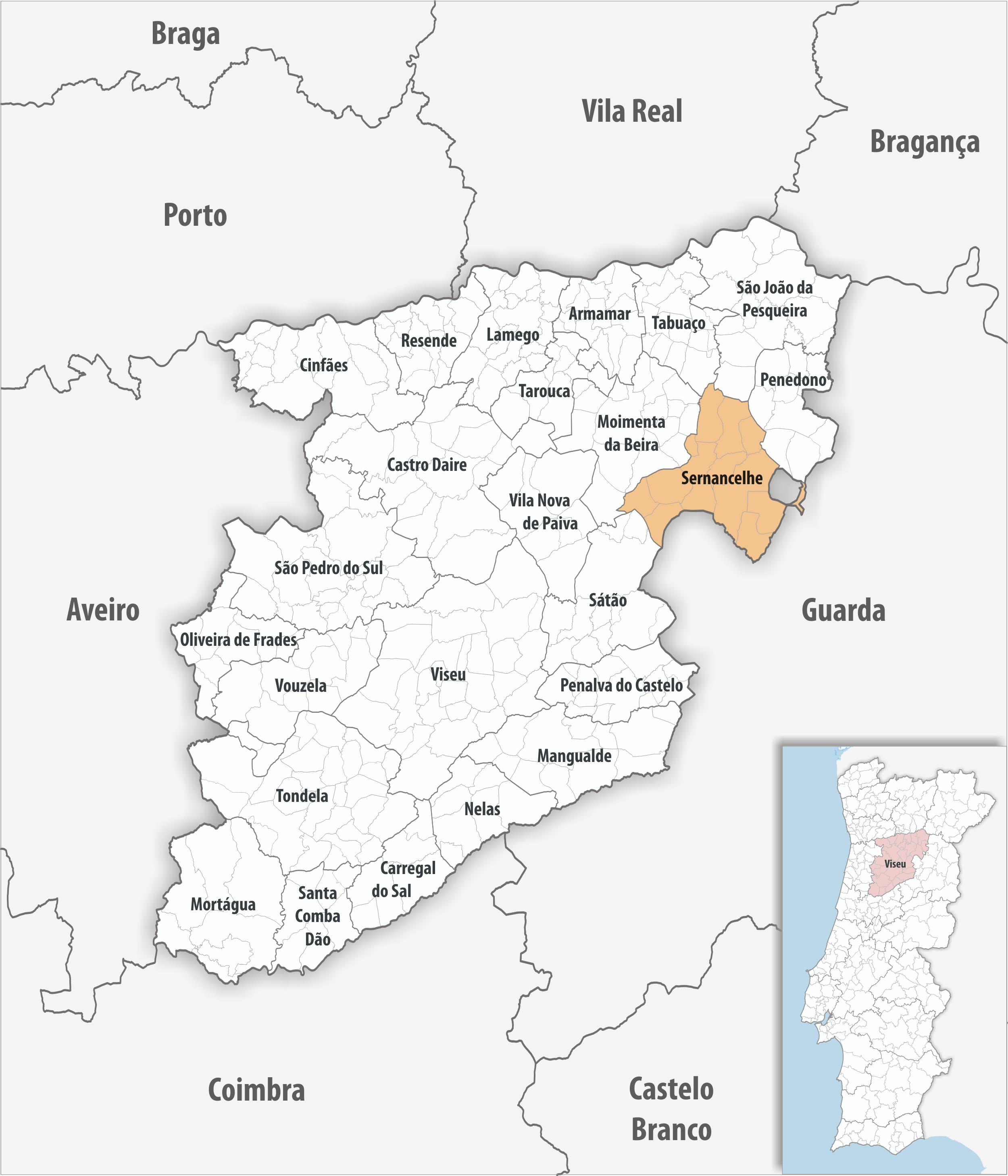
Kreis Sernancelhe

| Gemeinde                  | Einwohner (2021) | Fläche km² | Dichte Einw./km² | LAU- Code |
| ------------------------- | ---------------- | ---------- | ---------------- | --------- |
| Arnas                     | 187              | 21,25      | 9                | 181801    |
| Carregal                  | 420              | 20,77      | 20               | 181802    |
| Chosendo                  | 267              | 11,30      | 24               | 181803    |
| Cunha                     | 323              | 17,02      | 19               | 181804    |
| Faia                      | 160              | 3,63       | 44               | 181806    |
| Ferreirim e Macieira      | 614              | 22,37      | 27               | 181818    |
| Fonte Arcada e Escurquela | 424              | 19,87      | 21               | 181819    |
| Granjal                   | 282              | 13,73      | 21               | 181810    |
| Lamosa                    | 179              | 13,22      | 14               | 181811    |
| Quintela                  | 249              | 13,77      | 18               | 181814    |
| Penso e Freixinho         | 364              | 14,13      | 26               | 181820    |
| Sernancelhe e Sarzeda     | 1.755            | 44,78      | 39               | 181821    |
| Vila da Ponte             | 468              | 12,77      | 37               | 181817    |
| Kreis Sernancelhe         | 5.692            | 228,61     | 25               | 1818      |

### Bevölkerungsentwicklung
| 1801  | 1849  | 1900   | 1930  | 1960   | 1981  | 1991  | 2001  | 2011  |
| ----- | ----- | ------ | ----- | ------ | ----- | ----- | ----- | ----- |
| 2.778 | 3.677 | 10.758 | 9.804 | 10.200 | 7.499 | 7.020 | 6.227 | 5.671 |

### Kommunaler Feiertag
- 3. Mai

### Städtepartnerschaften
- Jacou, Département Hérault[6]
- Paúl, Insel Santo Antão[7]

## Söhne und Töchter der Stadt
- João Rodrigues († 1633), jesuitischer Missionar in Japan, Linguist und Übersetzer
- António Ribeiro Saraiva (1800–1890), Militär, Politiker, Journalist und Autor, Botschafter in England
- Aquilino Ribeiro (1885–1963), Schriftsteller, vielseitig mit Deutschland verbunden
- Armando Figueiredo de Lucena (1886–1975), Maler, Kunsthistoriker und Hochschullehrer
- António Cardoso Cunha (1915–2004), Bischof von Beja und von Vila Real